# Fritz von Uhde

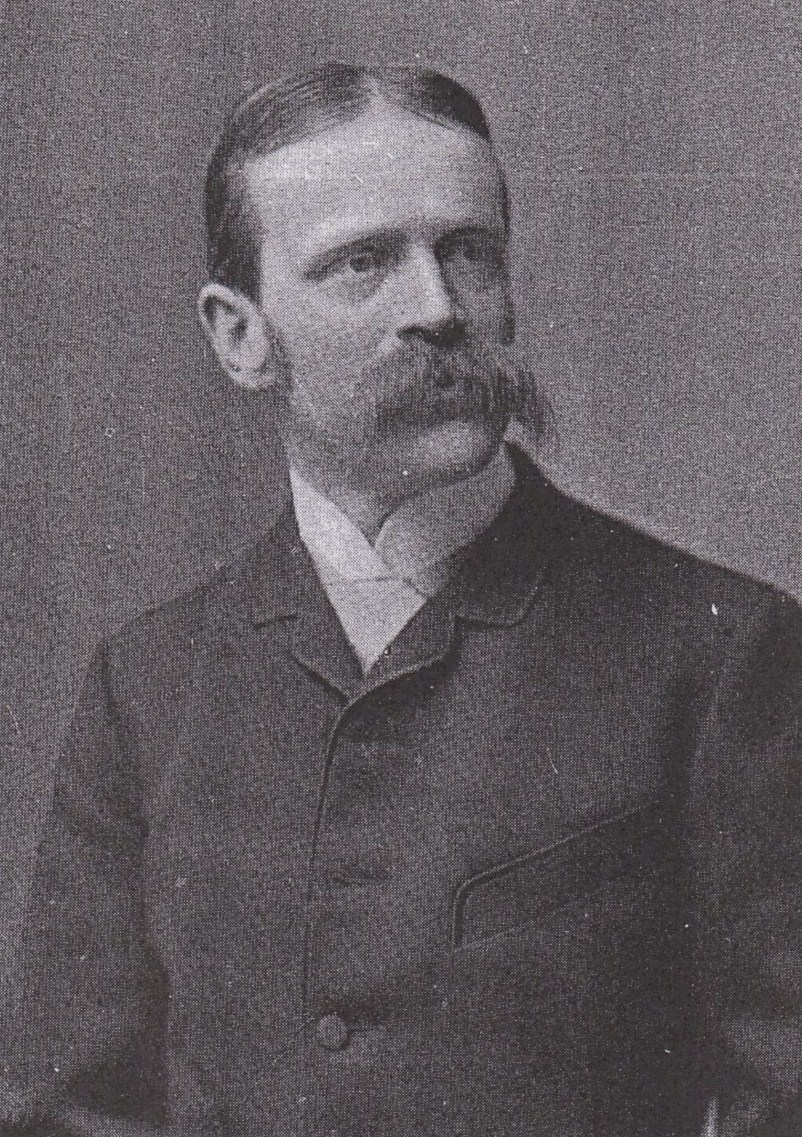
Fritz von Uhde (Anfang 1880er)

Fritz von Uhde (* 22. Mai 1848 im Gutsbezirk Wolkenburg, Sachsen; † 25. Februar 1911 in München; gebürtig Friedrich Hermann Carl Uhde) war ein sächsischer Kavallerieoffizier und Maler. Sein Stil lag zwischen Realismus und Impressionismus. Er malte auch religiöse Bilder.

## Familie

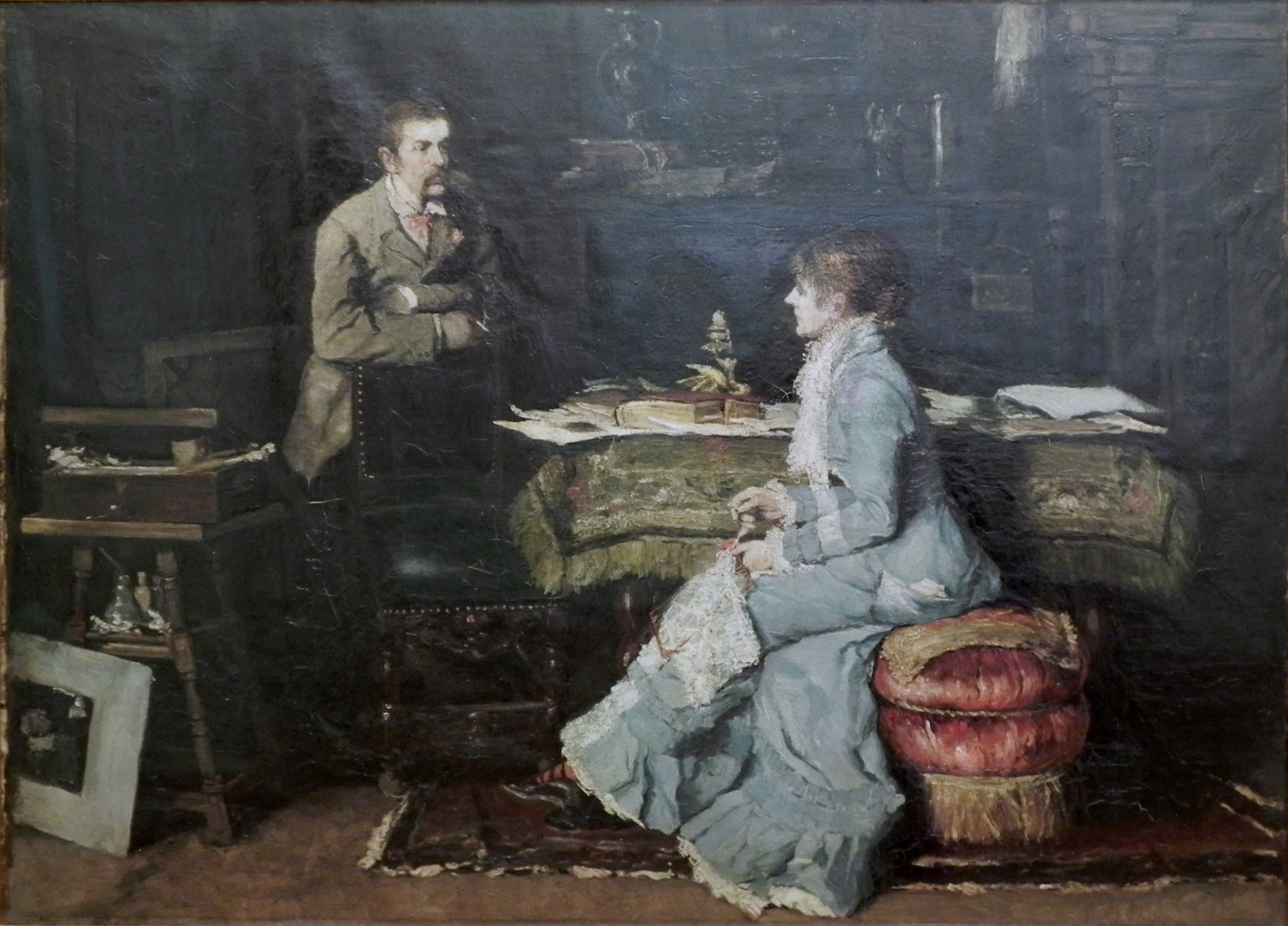
Fritz von Uhde mit Ehefrau im Atelier (1881)

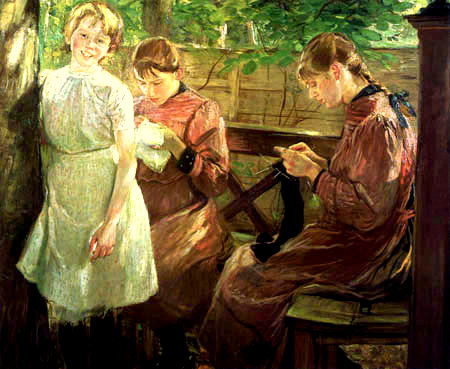
Die Töchter des Künstlers (1896)

Fritz von Uhde entstammte dem alten Kaufmanns-, Staatsbediensteten- und Pastorengeschlecht Uhden aus ursprünglich Gardelegen in der Altmark, wo u. a. 1393 Ciriacus und Henning Uden, 1419 die Gebrüder Niclas und Ciriacus Uden sowie 1493 Bürgermeister Udo Udonis auftreten. In Egeln bei Magdeburg wird es 1552 urkundlich. Die gesicherte Stammreihe beginnt mit Christian Röttger Heinrich Uhde, Kaufmann in Egeln, und der dort am 6. Juni 1608 geehelichten Dorothea Rulmann.
Uhde ist der Sohn des Bernhard von Uhde (1817–1883), Kreis-Direktor von Zwickau, sächsischer geheimer Regierungsrat und Präsident des Evangelischen Landeskonsistoriums in Sachsen, sächsischer Adel seit 3. April 1883, und der Anna Auguste Clara Nollain (1824–1898), geehrt auf Vorschlag der Kaiserin Augusta mit dem Verdienstkreuz für Frauen und Jungfrauen (1870/71). Sie war die Tochter des Oberforstsekretärs Friedrich Nollain und der Minna Heitmann. Die Nollains wanderten aus Frankreich nach Deutschland ein. Bernhard von Uhde hatte mit seiner Frau Anna Auguste Clara drei Kinder, Anna (1846–1904), Fritz und Clara (1850–1920).
Fritz von Uhde ehelichte am 11. Mai 1880 in München Amalie von Endres (1849–1886), Tochter des Oberappellationsgerichtsrats Nikolaus von Endres und der Amalie Hubert. Sie starb bei der Geburt ihrer dritten Tochter im Kindbett. Uhde heiratete nicht wieder und wurde „Alleinerziehender“ seiner Töchter.
- Anna von Uhde (1881–1970) blieb unverheiratet und wurde Kunstmalerin.
- Amalie von Uhde (1882–1977) heiratete den Kirchenoberamtmann Eduard Pflügel. Die gemeinsamen Kinder waren Elisabeth Pflügel[3] und Fritz Pflügel.
- Sofie von Uhde (1886–1956) wurde Reiseschriftstellerin. Sie heiratete Ludwig Drechsel, einen Offizier; aus dieser Ehe ging die gemeinsame Tochter Lotte hervor. Die Ehe wurde nach 1911 geschieden.

Der Maler stellte seine drei Töchter in mehreren seiner Werke künstlerisch dar.

## Leben

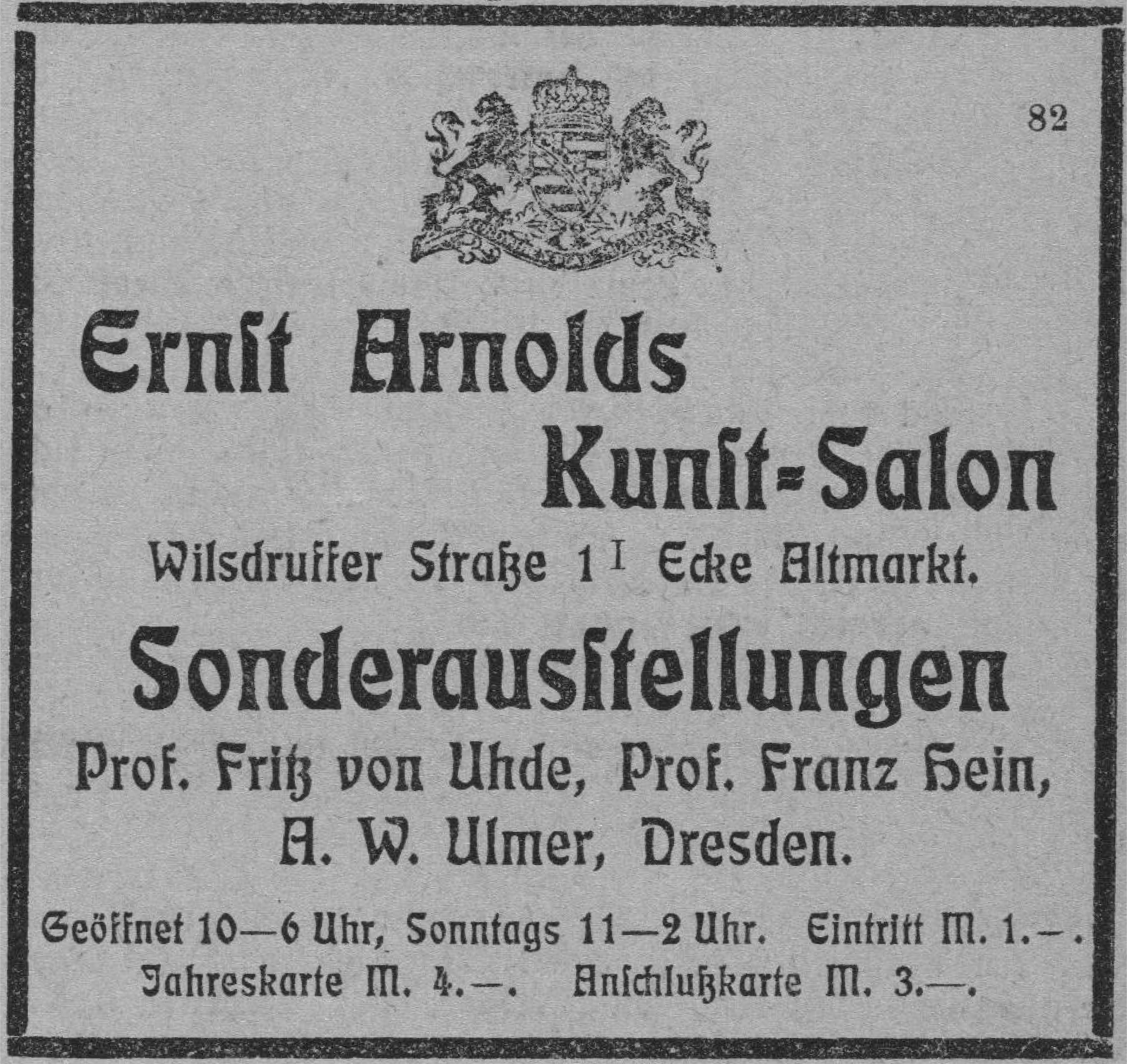
Zeitungsanzeige 1906

### Kind und Schüler
Uhde wurde im Revolutionsjahr 1848 auf Schloss Wolkenburg geboren, wo sein Vater als letzter einsiedelscher Gerichtsdirektor amtierte und er mit der älteren Schwester die frühste Kindheit verbrachte, ehe die Familie nach Zwickau umzog. Hier bekam er als Dreijähriger seine jüngere Schwester, verbrachte den Rest der Kindheit und dann die Jugend- und Schulzeit zu dritt. Die künstlerische Veranlagung kam von den Eltern und wurde früh gefördert. Der Vater war ein geschickter Pastellist, auch die Mutter und Schwestern malten, während er in der Gymnasiumzeit in Dresden (Vitzthumsches Gymnasium) und Zwickau zunächst mit wachsender Geschicklichkeit die Technik Menzels übte. Ein nach Zwickau verschlagener Künstler namens Karl Mittenzwei gab den Uhdeschen Kindern Zeichenunterricht und kümmerte sich besonders um Fritz. 1864 fuhr der Vater mit ihm und einigen Zeichnungsproben nach München zu Wilhelm von Kaulbach, der zwar Menzels Kunstrichtung nicht mochte, aber das Talent erkannte, was auch Julius Schnorr von Carolsfeld bestätigte, womit der väterliche Wunsch, die juristische Laufbahn einzuschlagen, vom Tisch war.

### Student an der Kunstakademie
Als 1866 die Begeisterung für die Gegner Preußens entflammte und Uhde nach dem Abitur in die österreichische Armee eintreten wollte, sorgte das elterliche Veto für ein Einschreiben des achtzehnjährigen an der Kunstakademie in Dresden. Er kam in die unterste Klasse, in der mit nadelspitzer Kohle oder hartem Bleistift Gipsmasken und Büsten pedantisch abgezeichnet werden mussten. Das Unbehagen wuchs und nach kaum drei Monaten wurde die Ausbildung zum Künstler abgebrochen und eine Offizierslaufbahn eingeschlagen.

### Berufsoffizier 1867–1877 in Sachsen
Am 1. Oktober 1867 trat Uhde in das 1. Ulanen-Regiment der Sächsischen Armee mit Garnison in Oschatz als Portepéefähnrich bzw. Avantageur ein. Bald wurde er Fähnrich und 1868 Sekondeleutnant im Garde-Reiter-Regiment Dresden/Pirna. Im Juli 1870 marschierte er von seiner Garnison in Pirna in den Krieg gegen Frankreich. Er wurde Ordonnanzoffizier der 1. Kavallerie-Brigade und machte am 8. August 1870 den Sturm auf Saint-Privat mit, der ihn noch lange bewegte. Ausgezeichnet mit dem Ritterkreuz II. Klasse des Albrechts-Ordens wurde er 1872 zur 5. Eskadron im 2. Ulanen-Regiment Nr. 18 nach Rochlitz versetzt. Im Jahr darauf folgte seine Kommandierung als Adjutant der 2. Kavallerie-Brigade Nr. 24 nach Leipzig sowie mit Patent vom 27. Mai 1873 die Beförderung zum Premierleutnant. 1874/75 war Uhde Adjutant des 3. Reiter-Regiment und anschließend ab 1876 in gleicher Funktion beim Karabinier-Regiment (2. Schweres Regiment) in Borna. Von dem Schlachtenmaler Ludwig Albrecht Schuster (1824–1905) in die Geheimnisse der Ölmalerei eingewiesen, entstand u. a. die Schlacht bei Sedan und Revanche. In Borna entstanden seine Pferdestudien.

### Berufsmaler in München

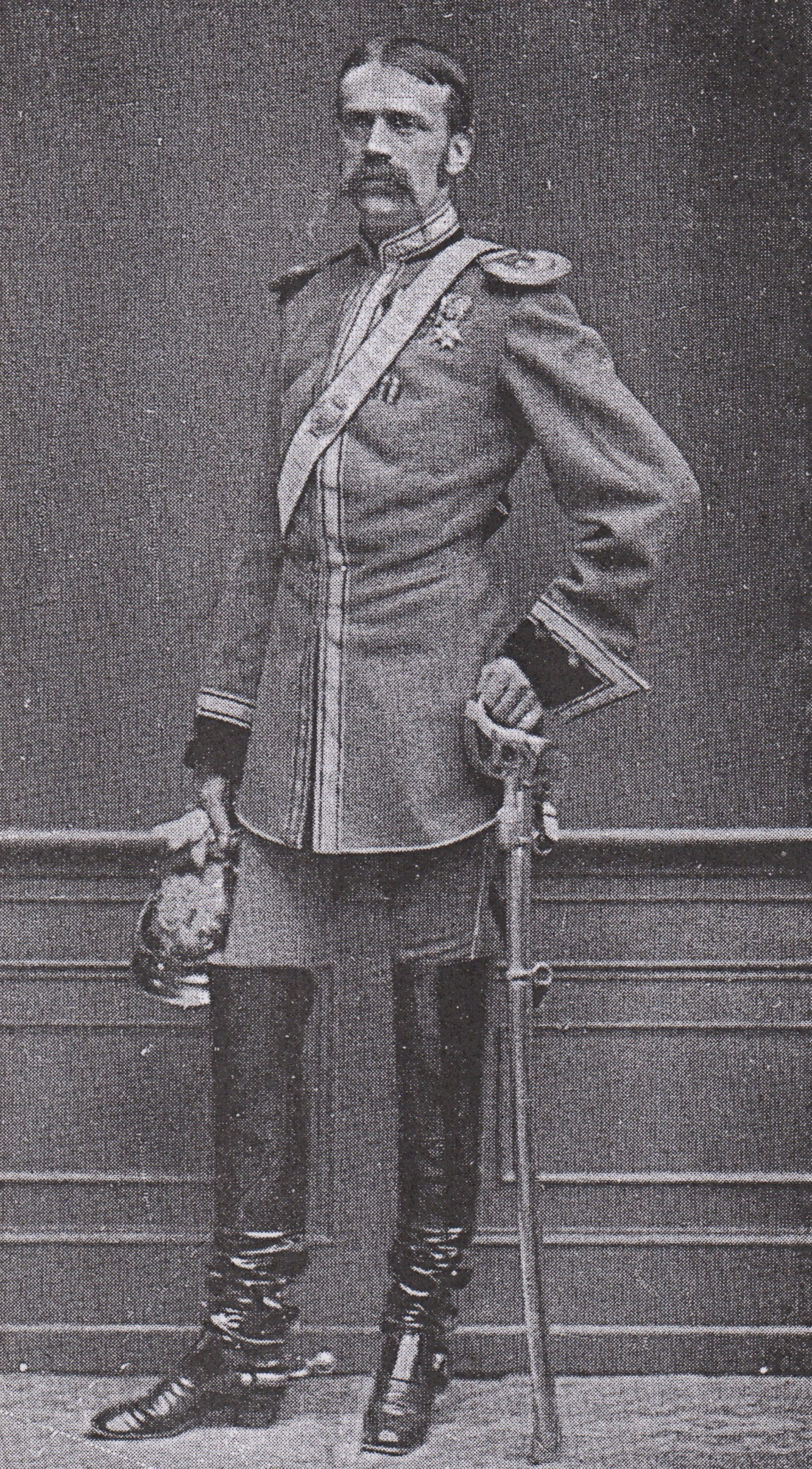
Fritz von Uhde (1877)

1876 reiste Uhde nach Wien zu Hans Makart, der ihn als Schüler ablehnte und an Karl Theodor von Piloty nach München verwies. Im Sommer 1877 siedelte Uhde nach München über, zunächst als Offizier à la suite seines Regiments. Der sächsische Kriegsminister Alfred von Fabrice (1818–1891) persönlich hatte empfohlen, als Militärattaché zu seinem Bruder an die Gesandtschaft nach München zu gehen. 1878 beendete Uhde als Dreißigjähriger seine aktive militärische Laufbahn und als charakterisierter Rittmeister der Reserve im Karabinier-Regiments. Aus dieser Zeit stammen zwei Uniformfotos vom Atelier Franz Werner in München, um die dortige Kunstakademie zu besuchen. Es gelang ihm weder bei Piloty noch bei Wilhelm von Diez oder Lindenschmit als Schüler unterzukommen. Er begann auf Anraten Franz von Lenbachs das Studium der alten Meister in der Pinakothek. Eine besondere Vorliebe entwickelte Uhde für die alten Niederländer, welche er in München eifrig studierte.
Beim sächsischen Gesandten in München, Oswald von Fabrice (1820–1898), traf er den ungarischen Maler Michael Munkacsy der in der Hauptstadt Frankreichs berühmt geworden war und anregte, im Herbst 1879 zu ihm nach Paris zu kommen. Hier malte Uhde einige Wochen in dessen Atelier, setzte im Übrigen aber seine Studien der Niederländer fort. Unter ihrem Einfluss stehen seine ersten Bilder: Die Sängerin, Die gelehrten Hunde, Das Familienkonzert und Die holländische Gaststube.
Eine im Sommer 1882 nach Holland unternommene Reise bestärkte Uhde in seinen koloristischen Grundsätzen, in welche er inzwischen auch diejenigen der Pariser Hellmaler aufgenommen hatte. Seine nächsten Bilder Die Ankunft des Leierkastenmanns (Erinnerung aus Zandvoort) und Die Trommelübung bayrischer Soldaten, waren jedoch nur die Vorbereitung zu denjenigen Aufgaben, welche er sich als das Hauptziel seiner Kunst gestellt hatte.

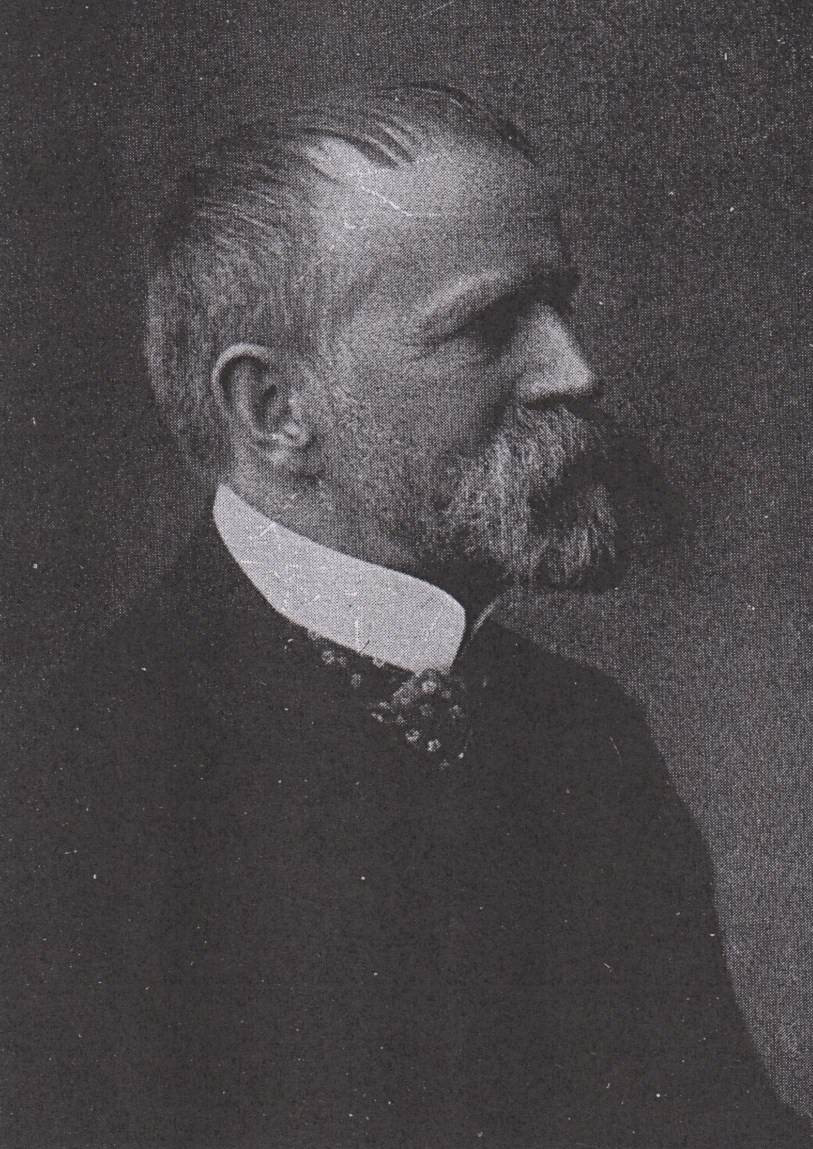
Fritz von Uhde (1907)

Mit „Lasset die Kindlein zu mir kommen“ schuf Uhde 1884 sein erstes religiöses Gemälde. Auf Grund seiner neuen koloristischen Anschauung und seiner naturalistischen Formenbildung wollte er die Geschichte des Neuen Testaments in enge Beziehungen zur Gegenwart setzen und mit starker Hervorhebung der unteren Volksklassen zu einer neuen, tief und schlicht empfundenen Darstellung bringen. Sein Motiv des Arme-Leute-Jesus wurde letztlich in der expressionistischen Kirchenmalerei wieder aufgenommen. Beispielsweise im Bild Heiland des 20. Jahrhunderts von Peter Hecker. Lange Zeit war die naturalistische Kunstrichtung in der Kirche verpönt, da es nicht anging, dass Personen oder Begebenheiten der Heilsgeschichte lediglich als geschichtliches Ereignis angesehen oder sogar profaniert dargestellt wurden. Fritz von Uhde war somit einer der Vorläufer der modernen Kirchenkunst des 20. Jahrhunderts. 1892 wurde er Vorsitzender der secessionistischen Freien Vereinigung der XXIV.
1896, zehn Jahre nach dem Tod seiner Frau, erwarb Uhde ein Landhaus in Percha am Starnberger See, wo er meistens den Sommer zubrachte. Hier malte er seine drei Töchter „In der Gartenlaube“ mit impressionistischen Elementen, die er bereits 1892 in „Zwei Mädchen im Garten“ nutzte. Vom Hofphotographen M. Obergaßner hat sich ein Foto aus dem Jahr 1899 von Uhde mit seinen Töchtern Sophie, Amalie, Anna und dem Hund Kitsch im Garten am Starnberger See erhalten. In München an der Theresienstrasse hatte Uhde, Hugo von Habermann und Eduard Zimmermann ihre Ateliers.
Er gehörte zur bevorzugten Auswahl zeitgenössischer Künstler, die das „Komité zur Beschaffung und Bewertung von Stollwerckbildern“ dem Kölner Schokoladeproduzenten Ludwig Stollwerck zur Beauftragung für Entwürfe vorschlug.
Uhde wurde in München der Titel königl. Prof. verliehen und er wurde mit einem Lehrauftrag an der Kunstakademie betraut. In der gemeinsamen X. Ausstellung der Münchener Sezession: Der deutsche Künstlerbund 1904 in München, war Fritz von Uhde bereits Mitglied der Jury beider Künstlervereinigungen; er stellte dort ein weiteres Bild mit dem Titel Im Hausgarten aus. Zwei Jahre später ist er dann auch als ordentliches Mitglied des Deutschen Künstlerbundes verzeichnet.
Im Alter von 62 Jahren starb Fritz von Uhde am 25. Februar 1911 in München.

### Grabstätte
Die Grabstätte von Fritz von Uhde befindet sich auf dem Münchner Waldfriedhof (Grabnr. 046-W-1).

## Werke (Auswahl)
Der Großteil seines künstlerischen Werkes wurde von der offiziellen Kunstkritik wie auch vom Publikum wegen Darstellungen des „Gewöhnlichen und Hässlichen“ oft abgelehnt. Wegen ihres strengen Anschlusses an die Natur und ihrer Nähe zu Rembrandt fand Uhde aber auch zahlreiche Bewunderer.

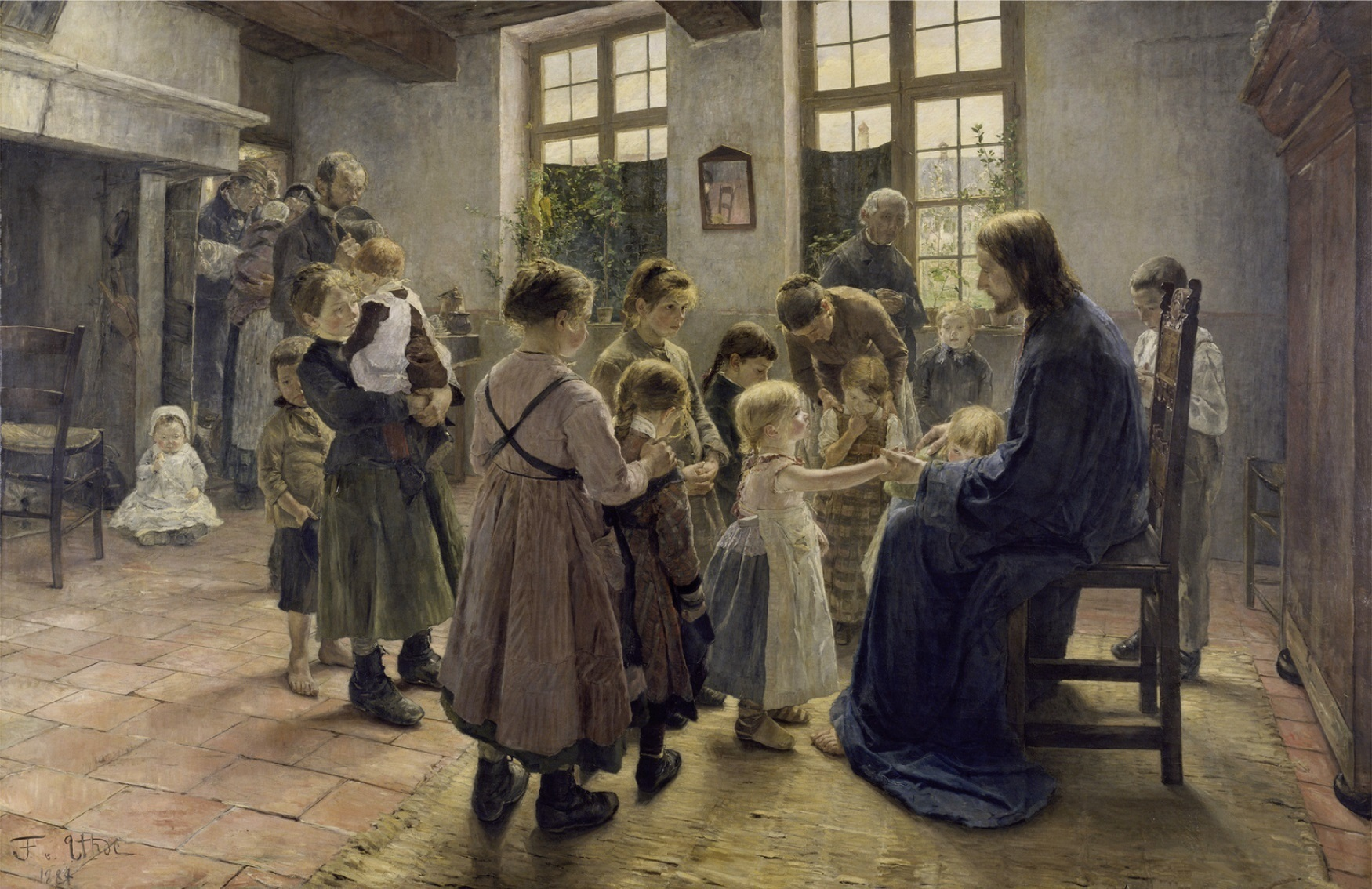
Lasset die Kindlein zu mir kommen (1884)

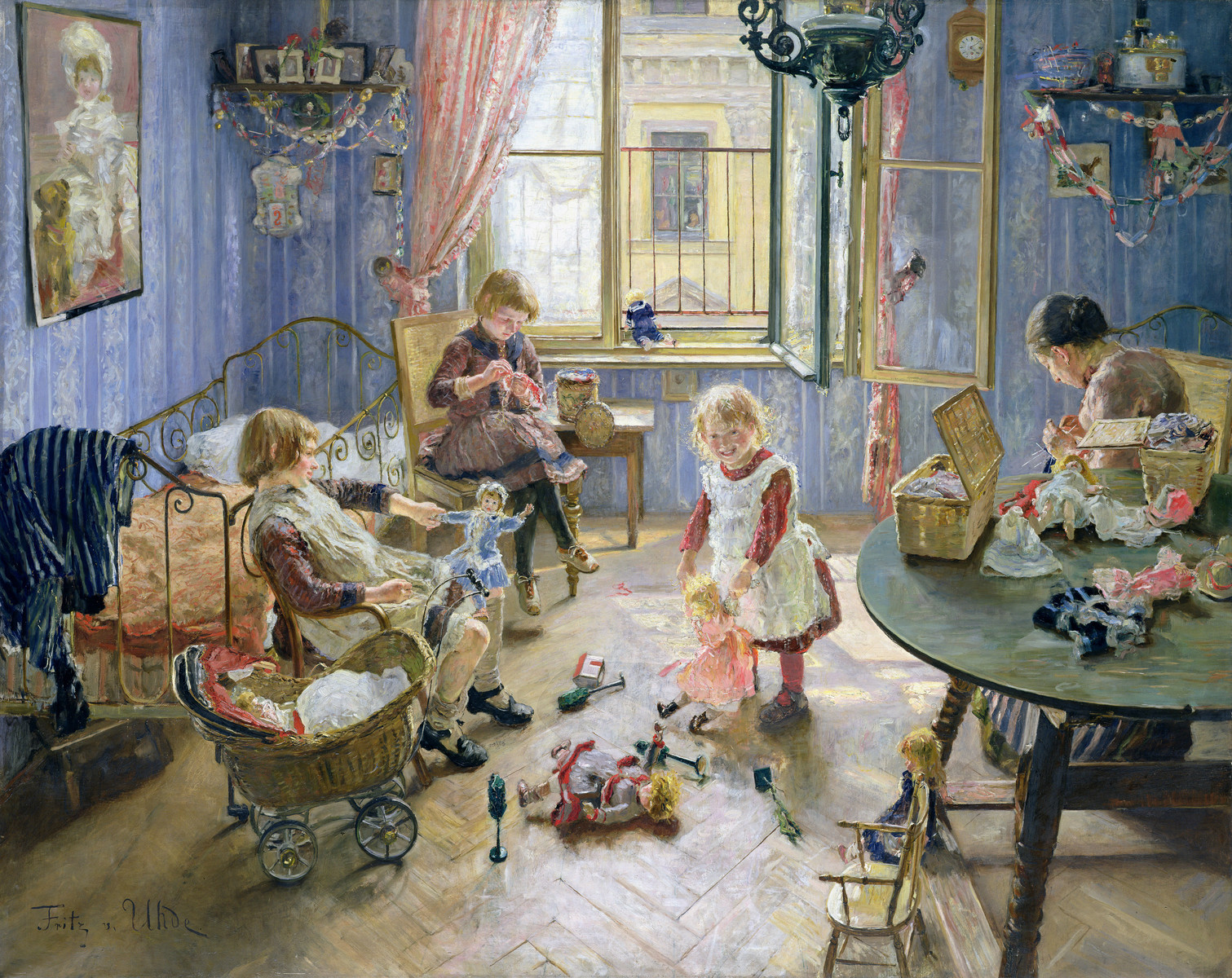
Die Kinderstube (1889)

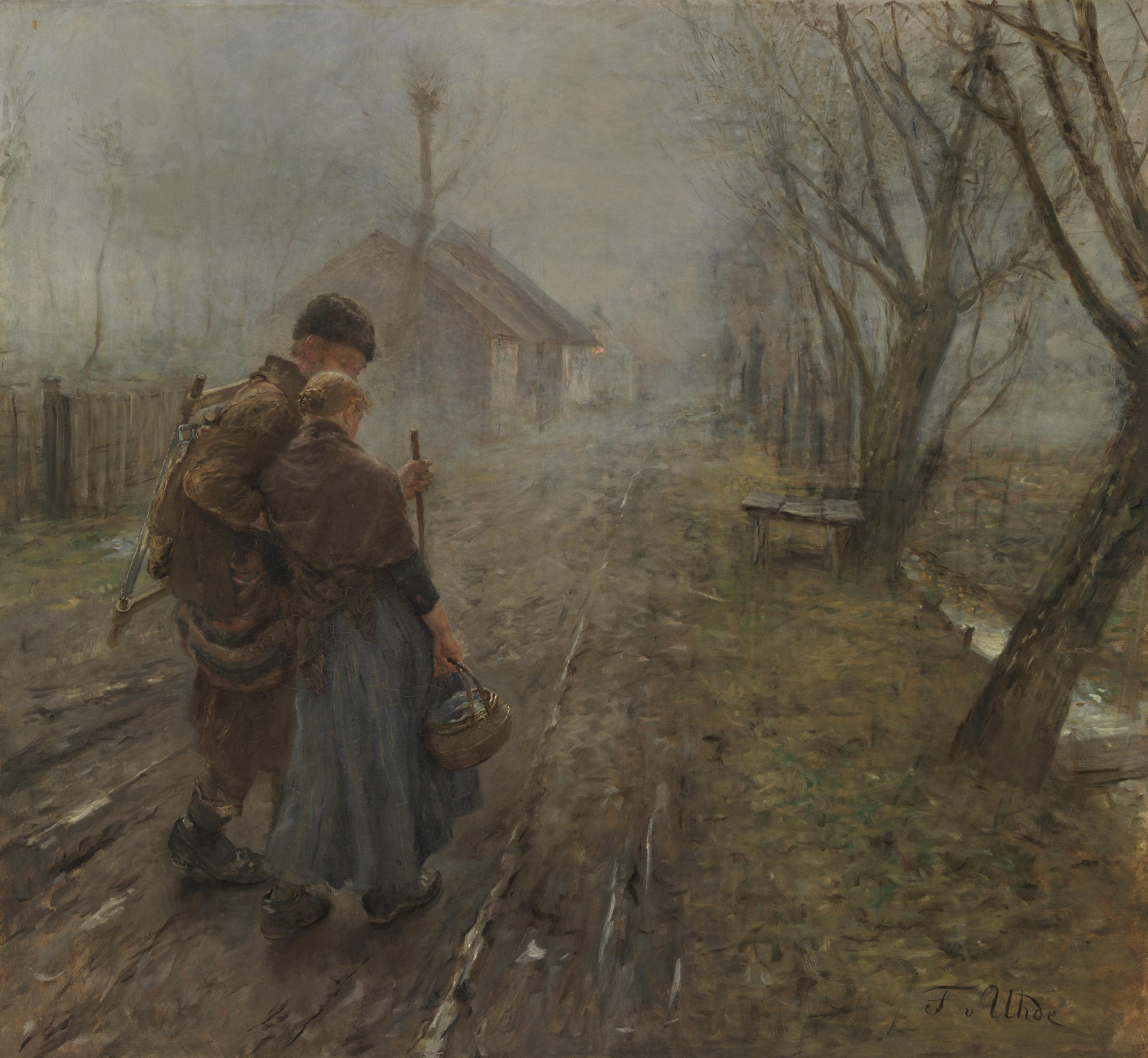
Schwerer Gang (1890), Neue Pinakothek München

Hans Rosenhagen zählte 1908 insgesamt 285 Werke. 78 hatten religiösen Inhalt (14 aus dem Alten und 64 dem Neuen Testament), 10 betrafen die Geschichte und Mythologie, 101 gaben Szenen aus dem Leben wieder (36 in Innenräumen, 47 im Freien). 55 waren Einzelfiguren (24 Männer, 17 Frauen und 14 Kinder) und 22 sind Bildnisse.
Hier eine Auswahl in chronologischer Reihenfolge:
- 1869: Abschied
- 1869: Heimkehr
- 1872: Schlacht bei Sedan
- 1874: An der Parkmauer
- 1874: Österreichischer Reiter
- 1875: Revanche
- 1875: Irrlicht
- 1875: Im Klostergarten
- 1876: Siesta
- 1876: Walpurgisnacht
- 1876: Bacchantin
- 1877: Jagdjunker
- 1877: Reitergefecht
- 1879: Angriff des Regiments Plotho bei Wien 1683
- 1880: Die Chanteuse
- 1881: Familienkonzert
- 1881  Im Atelier (Der Künstler mit seiner Gattin)
- 1882: Fischerkinder in Zandvoort
- 1883: Die Trommelübung bayerischer Soldaten
- 1883: Die Ankunft des Leierkastenmanns
- 1883: Leierkastenmann in Zandvoort
- 1883: In der Sommerfrische
- 1884: Christus und die Kinder
- 1884: Die Jünger von Emmaus
- 1884: Lasset die Kindlein zu mir kommen
- 1885: Komm, Herr Jesu, sei unser Gast (Tischgebet)
- 1885: Die Große Schwester
- 1885: Lesendes Mädchen
- 1885: Holländische Näherinnen
- 1885: Christus und die Jünger von Emmaus
- 1885: Kartoffeln schälendes Mädchen
- 1885: Die Töchter des Künstlers im Garten
- 1885  Mann, den Rock anziehend
- 1886: Das Abendmahl
- 1887: Kinderprozession
- 1887: Die Bergpredigt
- 1888: Komm Herr Jesu, sei unser Gast
- 1889: Die heilige Nacht
- 1889: Die Ährenleser
- 1889: Biergarten in Dachau
- 1889: Die Kinderstube
- 1889: Das Bilderbuch
- 1889: Schularbeiten
- 1889: Gruppe junger Mädchen
- 1889: Heideprinzesschen
- 1890: Näherin am Fenster
- 1890: Am Morgen (Magd und Bauernbursche im Dachauer Moor)
- 1890: Im Herbst (Hirtin im Dachauer Moor)
- 1890: Schwerer Gang (Gang nach Betlehem) (Landstraße nach Dachau)
- 1891: Max Liebermann
- 1891: Winterabend
- 1891: Zwei Mädchen im Garten
- 1893: Der Schauspieler (Alois Wohlmuth)
- 1894: Noli me tangere
- 1895: Flucht nach Ägypten
- 1896: In der Laube
- 1896: Die Predigt am See
- 1896: Christi Himmelfahrt
- 1896: Die Töchter des Künstlers
- 1896 (um): Landungssteg am Starnberger See
- 1896: Selbstportrait
- 1896: Kinderprozession im Regen
- 1896: Interieur
- 1896: Selbstportrait
- 1899: Die Himmelfahrt Christi
- 1899: Kind mit Hund
- 1899: Die Schulstunde
- 1900: Hundestudie
- 1903: Stille Nacht, heilige Nacht
- 1903: Der Gartenweg
- 1904: Abendmusik
- 1904: Selbstportrait
- 1905: Altarbild für die Lutherkirche in Zwickau
- 1906: Senator Gustav Hertz und Frau
- 1906: Bettler
- 1907: Drei Mädchen im Garten
- 1907: In der Herbstsonne
- 1907: Zwei Mädchen
- 1908: Engel (Studie)
- 1910(um): Mädchen auf der Treppe (Sitzender Engel)

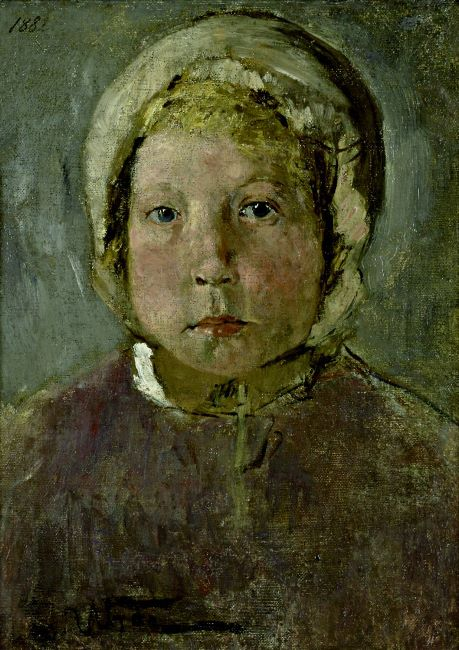
Mädchenkopf (1882)
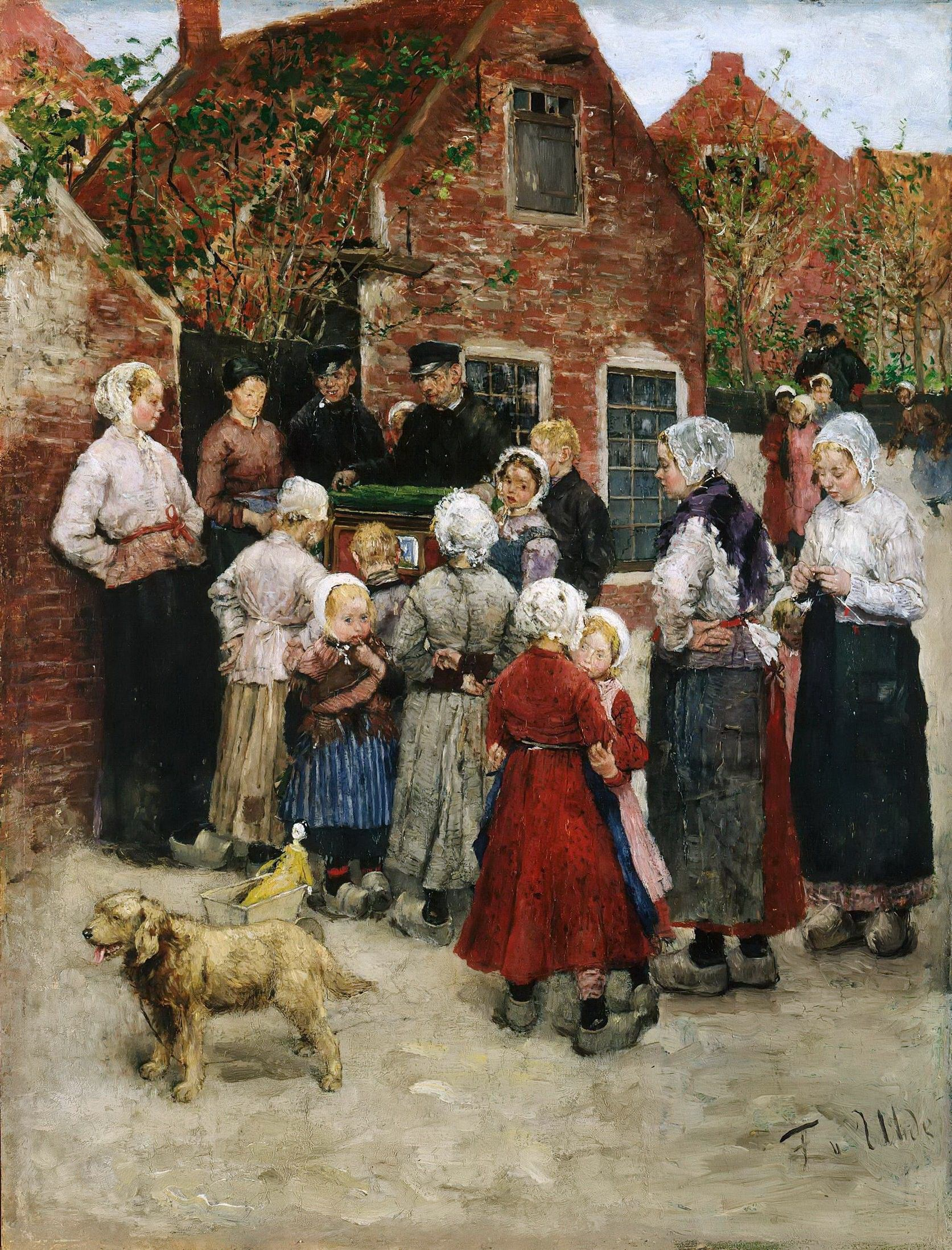
Leierkastenmann (1883)
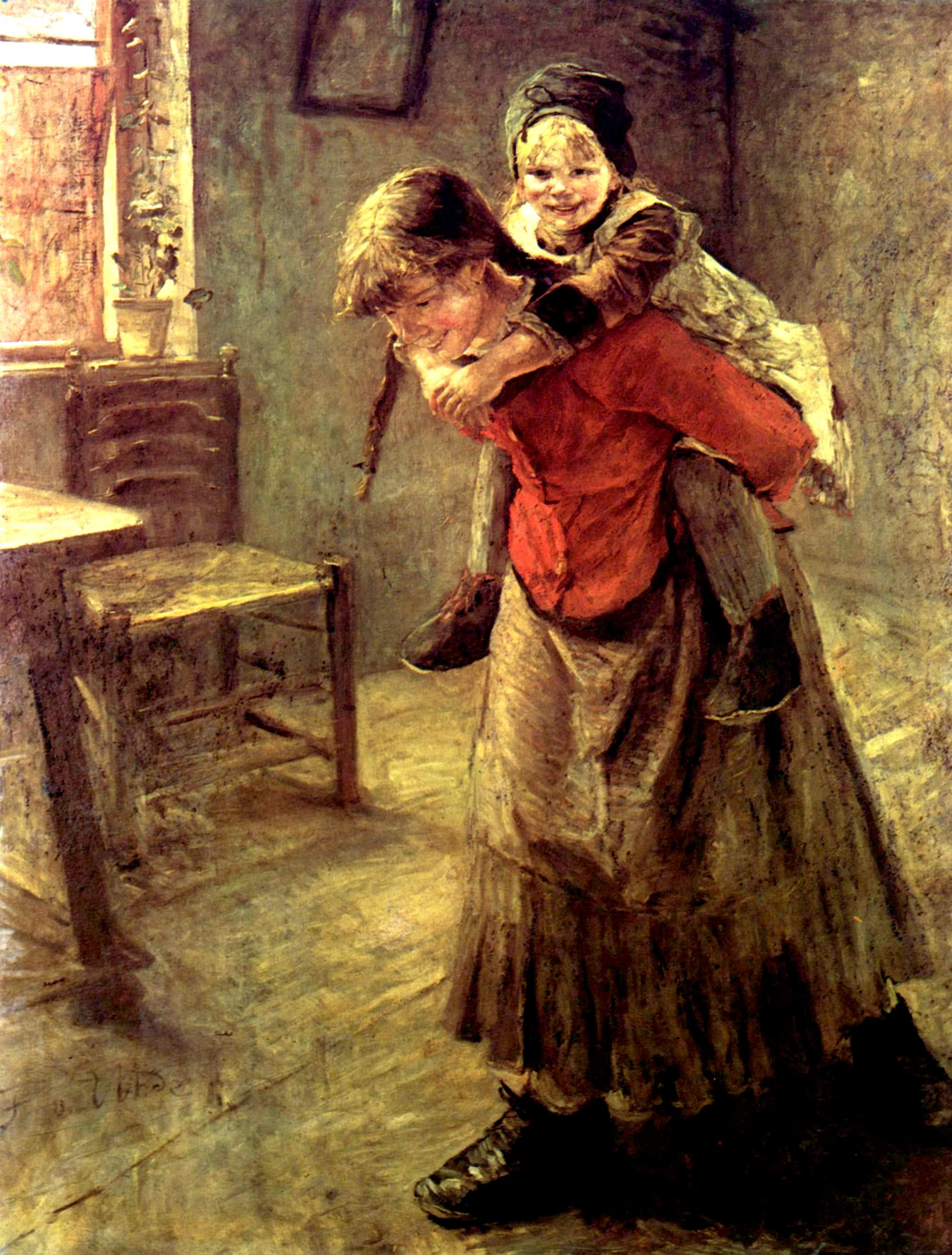
Die große Schwester (1885)
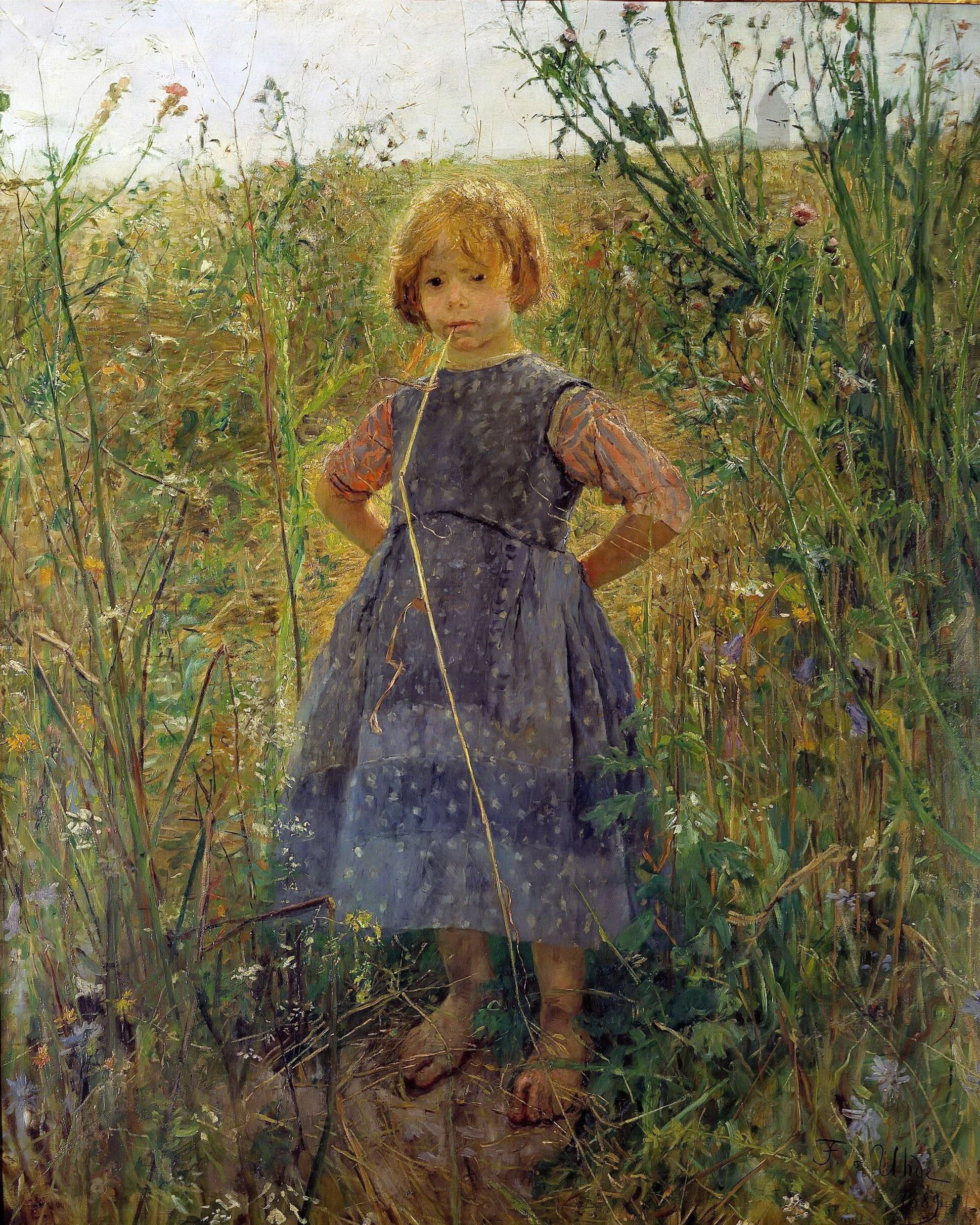
Heideprinzesschen (1889)
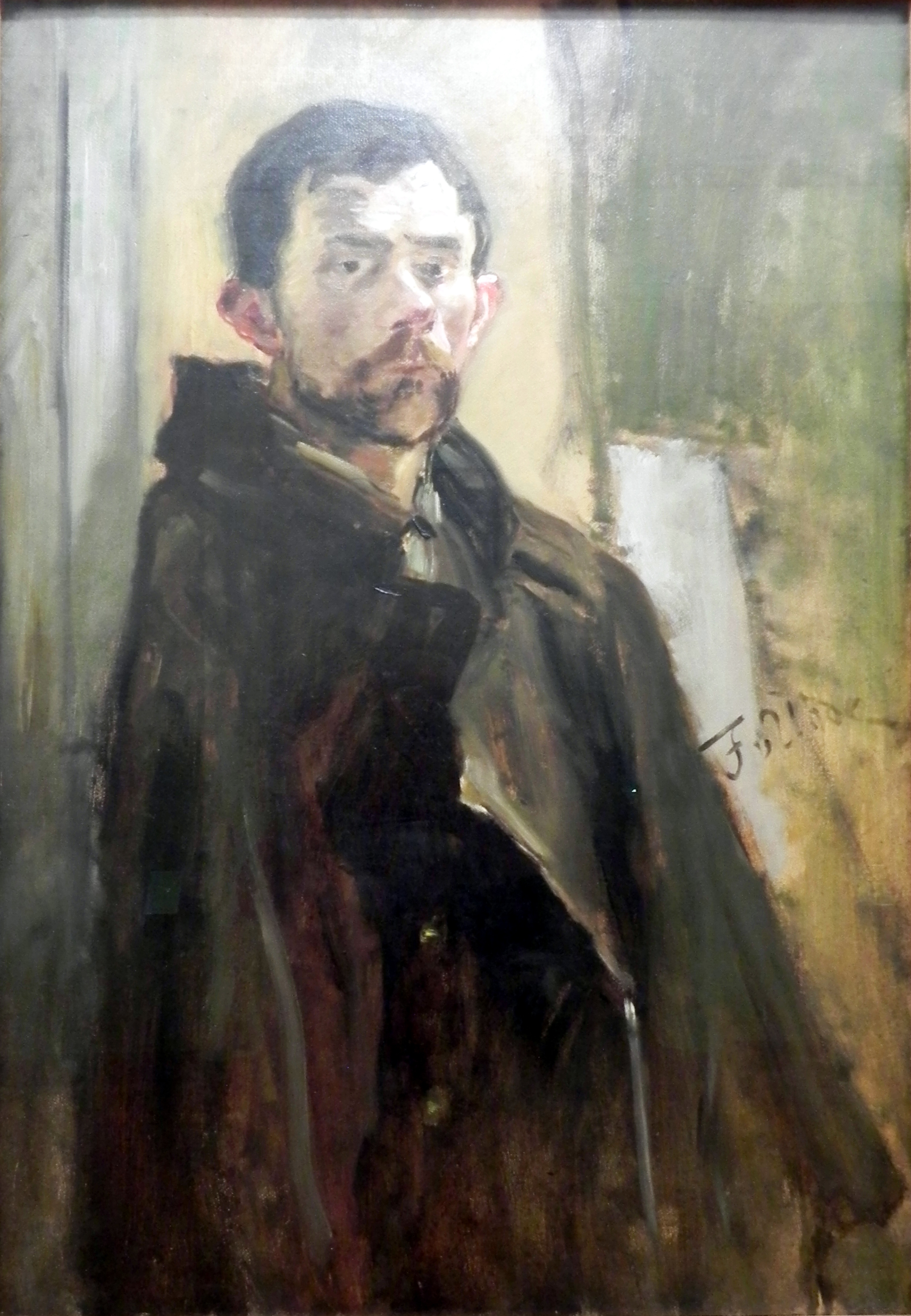
Bettler (ca. 1906)

## Ehrungen
- 1870/71 Preußen: Eisernes Kreuz II. Klasse
- 1870/71 Deutsches Reich: Kriegsdenkmünze für 1870–71
- 1873 Leipzig: erste Ausstellung, Schlacht bei Sedan erregt Aufsehen
- 1883 Pariser Salon: ehrenvoll erwähnt für Der Leierkastenmann kommt
- 1884 Berlin: Medaille  für Lasset die Kindlein zu mir kommen
- 1884 Paris: Medaille für Lasset die Kindlein zu mir kommen
- 1884 München: Medaille für Lasset die Kindlein zu mir kommen
- 1885 Paris: Medaille im „Salon“ für Lasset die Kindlein zu mir kommen
- 1886 München: Professorentitel und Lehrauftrag
- 1888 Wien: goldene Medaille für Komm Herr Jesu, sei unser Gast
- 1889 München: Medaille für Lasset die Kindlein zu mir kommen
- 1889 Paris: Grand Prix für Lasset die Kindlein zu mir kommen
- 1890 Paris: Grand Prix
- 1890 Paris Mitglied der Société nationale des beaux-arts (SNDBA)
- 1890 München: Ehrenmitglied der Akademie der Bildenden Künste
- 1891 Wien: Erzherzog Karl-Ludwig-Protektor Medaille
- 1891 Wien: Ehrendiplom für Der schwere Gang
- 1891 Frankreich: Ritter der Ehrenlegion
- 1891 Sachsen (Herzogtümer): Ritterkreuz des Ernestinischen Hausordens
- 1891 Wien: Ehrendiplom
- 1893 Paris: Mitglied der Société nationale des beaux-arts
- 1896 Bayern: Ritterkreuz des Verdienstordens der Bayerischen Krone
- nach 1897 Preußen: Zentenarmedaille (100. Geburtstag Wilhelm I.)
- 1902 Bayern: Bayerischer Maximiliansorden für Wissenschaft und Kunst
- 1902 Offizier der Ehrenlegion
- 1902 Schweden Wasaorden: Kommandeur II. Klasse
- 1909 Leipzig: Dr. h. c. der theol. Fakultät
- xxxx Italien: Offizierskreuz des St. Mauritius und Lazarus-Ordens
- xxxx Spanien: Orden Isabellas der Katholischen: Komtur
- xxxx Norwegen: Sankt-Olav-Orden: Ritter I. Klasse
- 1911 München: Hugo von Habermann würdigt den Verstorbenen als Begründer der „neuzeitlichen Malerei“